# Cucullia linosyridis
Cucullia linosyridis là một loài bướm đêm trong họ Noctuidae.